# ویلیام اسکوایر
ویلیام اسکوایر (انگلیسی: William Squire؛ ۲۹ آوریل ۱۹۱۷ – ۳ مهٔ ۱۹۸۹) یک هنرپیشه اهل بریتانیا بود.

## فیلم‌شناسی
از فیلم‌ها یا برنامه‌های تلویزیونی که وی در آن نقش داشته است می‌توان به ارباب حلقه‌ها، اسکندر کبیر، یک هزار روز از آن اشاره کرد.